# Ян Бартелемі
Ян Бартелемі Варела (ісп. Yan Bartelemí Varela; нар. 5 березня 1980, Гавана, Куба) — кубинський професійний боксер, що виступав у найлегшій та легшій вагових категоріях. Олімпійський чемпіон 2004 року, чемпіон Панамериканських ігор 2003, чемпіон світу 2001 року серед аматорів. 

## Аматорська кар'єра
На чемпіонаті світу 2001 завоював золоту медаль.
- 1/8 фіналу. Переміг Іштвана Петровича (Угорщина) — 20-3
- 1/4 фіналу. Переміг Сергія Казакова (Росія) — 20-17
- 1/2 фіналу. Переміг Рональда Сайлера (США) — 23-7
- Фінал. Перемога без бою над Мар'яном Веліцу (Румунія)

На командному Кубку світу 2002 став переможцем у складі збірної Куби.
На чемпіонаті світу 2003 програв у першому бою Цзоу Шиміну (Китай).
На Панамериканських іграх 2003 переміг трьох суперників і став чемпіоном.
Олімпійські ігри 2004 
- 1/16 фіналу. Переміг Мігеля Анхеля Міранду (Венесуела) — RCS
- 1/8 фіналу. Переміг Субана Паннона (Таїланд) — 23-14
- 1/4 фіналу. Переміг Хонг Мо Вона (Північна Корея) — 30-11
- 1/2 фіналу. Переміг Цзоу Шиміна (Китай) — 29-17
- Фінал. Переміг Атагюн Ялчинкая (Туреччина) — 21-16

На командному Кубку світу 2005 у складі збірної Куби завоював срібну медаль.
На чемпіонаті світу 2005 переміг двох суперників, а у чвертьфіналі програв Цзоу Шиміну (Китай).
На Іграх Центральної Америки і Карибського басейну 2006 програв у півфіналі Маквільямсу Арройо (Пуерто-Рико) і отримав бронзову медаль.
На командному Кубку світу 2006 вдруге став переможцем у складі збірної Куби.

## Втеча
У січні 2007 року у Венесуелі під час підготовки збірної Куби з боксу до Панамериканських ігор 2007 троє кубинських боксерів - переможців Олімпійських ігор 2004 (Одланьєр Соліс, Юріоркіс Гамбоа і Ян Бартелемі) покинули розташування команди і зникли у невідомому напрямі. Після втечі, яка сталася через бажання боксерів розпочати професіональну кар'єру, вони опинилися у Колумбії, а потім в Маямі. Вони підписали контракт з німецьким промоутером, і 27 квітня 2007 року Ян Бартелемі провів в Німеччині перший бій на профірингу.

## Професіональна кар'єра
Виступаючи в вагових категоріях від найлегшої до другої легшої Бартелемі виграв шість боїв одноголосним рішенням суддів, але потім програв джорнімену Ерні Маркесу. 15 травня 2009 року Ян виграв вакантний титул WBC Латинської Америки в легшій вазі, але вже в наступному бою програв технічним нокаутом, перетворившись на гейткіпера.